# ألان هالسي
ألان هالسي (بالإنجليزية: Alan Halsey)‏ هو شاعر بريطاني، ولد في 1949.